# Municipio de Scandia Valley
El municipio de Scandia Valley (en inglés: Scandia Valley Township) es un municipio ubicado en el condado de Morrison en el estado estadounidense de Minnesota. En el año 2010 tenía una población de 1191 habitantes y una densidad poblacional de 5,74 personas por km².

## Geografía
El municipio de Scandia Valley se encuentra ubicado en las coordenadas 46°15′19″N 94°29′52″O / 46.25528, -94.49778. Según la Oficina del Censo de los Estados Unidos, el municipio tiene una superficie total de 207.45 km², de la cual 179,76 km² corresponden a tierra firme y (13,35 %) 27,69 km² es agua.

## Demografía
Según el censo de 2010, había 1191 personas residiendo en el municipio de Scandia Valley. La densidad de población era de 5,74 hab./km². De los 1191 habitantes, el municipio de Scandia Valley estaba compuesto por el 97,82 % blancos, el 0,42 % eran afroamericanos, el 0,08 % eran amerindios, el 0,42 % eran asiáticos, el 0,25 % eran de otras razas y el 1,01 % eran de una mezcla de razas. Del total de la población el 1,18 % eran hispanos o latinos de cualquier raza.